# Saillant de Wadi Halfa
Le saillant de Wadi Halfa est une région frontalière du Soudan, actuellement revendiquée par l'Égypte.

## Géographie
Le saillant s'enfonce sur une vingtaine de kilomètres au-delà du 22e parallèle nord (qui marque l'essentiel du tracé de la frontière égypto-soudanaise), en suivant le cours du Nil. Sa largeur est d'environ 12 km de large. Sa superficie totale est de 210 km2
Son nom lui vient de la ville de Wadi Halfa située à une vingtaine de kilomètres au sud du 22e parallèle.

## Histoire

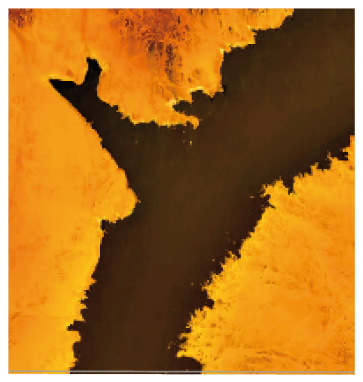
Vue aérienne du Lac Nasser au niveau du saillant de Wadi Halfa

Le 19 janvier 1899, le Royaume-Uni délimite la frontière nord du Soudan anglo-égyptien en suivant strictement le 22e parallèle.
Deux mois plus tard, le 26 mars 1899, afin de fournir un terminus nord situé à Faras à la possible ligne ferroviaire en provenance de Khartoum, les limites sont rectifiées au profit du Soudan.
Depuis la construction de haut barrage d'Assouan dans les années 1960 qui entraina la création du lac Nasser, la grande majorité des terres du saillant furent submergées par les eaux. Certains riverains du fleuve ont été réinstallés à New Halfa (en), dans la région de Butana à l'est du Soudan.
Avant l'inondation, d'après une carte détaillée de 1953, on décomptait 52 villages dans la région, dont 24 sur la rive ouest du Nil (17 avec des noms sur la carte) et 29 sur la rive est de la rivière (12 avec des noms), ainsi qu'un village non dénommé sur l'île de Faras situé sur le fleuve. La plus grande ville de la région était Dubayrah (arabe : دبيرة), dont la population dépassait 2 000 habitants.
Seuls 30 à 40 km2 de territoire, pour la plupart situés sur les rives orientales du fleuve, ne furent pas immergés. Cela constitue une zone rocheuse désolée presque dépourvue de végétation.